# Marguareis - La Brigue - Fontan - Saorge
Marguareis - La Brigue - Fontan - Saorge este o arie protejată (sit de importanță comunitară — SCI) din Franța întinsă pe o suprafață de 6.327 ha, integral pe uscat.

## Localizare
Centrul sitului Marguareis - La Brigue - Fontan - Saorge este situat la coordonatele 44°04′51″N 7°41′39″E / 44.08083°N 7.69417°E.

## Înființare
Situl Marguareis - La Brigue - Fontan - Saorge a fost declarat arie specială de conservare în baza directivei 92/43 din 1992 referitoare la conservarea habitatelor naturale și a faunei și florei sălbatice pentru a proteja 3 specii de plante și 13 specii de animale.

## Biodiversitate
Situată în ecoregiunile alpină și mediteraneană, aria protejată conține 28 de habitate naturale: Formațiuni de Juniperus communis pe lande sau pajiști calcaroase, Râuri de munte și vegetația lor lemnoasă cu Salix elaeagnos, Grohotișuri termofile și vest-mediteraneene, Pajiști uscate seminaturale și facies de acoperire cu tufișuri pe substraturi calcaroase (Festuco-Brometalia) (* situri importante pentru orhidee), Pajiști uscate seminaturale și facies de acoperire cu tufișuri pe substraturi calcaroase (Festuco-Brometalia) (* situri importante pentru orhidee), Pajiști alpine și boreale, Lande oro-mediteraneene cu formațiuni endemice de grozamă, Matorral arborescenți cu Juniperus spp., Liziere de ierburi înalte hidrofile de câmpie și de nivel montan până la alpin, Fânețe montane, Grohotișuri medio-europene calcaroase, de la nivel colinar și montan, Pante stâncoase calcaroase cu vegetație casmofită, Roci stâncoase cu vegetație pionieră de Sedo-Scleranthion sau Sedo albi-Veronicion dillenii, Păduri de Castanea sativa, Păduri de Quercus ilex și Quercus rotundifolia, Păduri acidofile de Picea de la nivel montan la nivel alpin (Vaccinio-Piceetea), Formațiuni ierboase bogate în specii de Nardus, dezvoltate pe substraturi silicioase în zone montane (și în zone submontane, în Europa continentală), Izvoare petrifiante cu formare de travertin (Cratoneurion), Păduri pe pante, grohotișuri și ravene de Tilio-Acerion, Mlaștini alcaline, Păduri endemice cu Juniperus spp., Păduri de fag din Europa Centrală dezvoltate pe sol calcaros cu Cephalanthero-Fagion, Păduri alpine de Larix decidua și/sau Pinus cembra, Lespezi calcaroase, Pajiști alpine și subalpine calcaroase, Tufărișuri cu Pinus mugo și Rhododendron hirsutum (Mugo-Rhododendretum hirsuti), Peșteri inaccesibile publicului, Grohotișuri calcaroase și de șisturi calcaroase de la nivelul montan până la nivelul alpin (Thlaspietea rotundifolii).
La baza desemnării sitului se află mai multe specii protejate:
- plante (3): Aquilegia bertolonii, Buxbaumia viridis, Gentiana ligustica
- amfibieni (1): Speleomantes strinatii
- mamifere (7): liliac cârn (Barbastella barbastellus), lupul (Canis lupus), liliac cu urechi de șoarece (Myotis blythii), liliac cu picioare lungi (Myotis capaccinii), liliac cărămiziu (Myotis emarginatus), liliacul mare cu potcoavă (Rhinolophus ferrumequinum), liliacul mic cu potcoavă (Rhinolophus hipposideros)
- nevertebrate (5): fluturele auriu (Euphydryas aurinia), Euplagia quadripunctaria, Gortyna borelii lunata, rădașcă (Lucanus cervus), Osmoderma eremita

Pe lângă speciile protejate, pe teritoriul sitului au mai fost identificate 10 specii de plante.